# Ґуркі (Жирардовський повіт)
Ґуркі (пол. Górki) — село в Польщі, у гміні Пуща-Марянська Жирардовського повіту Мазовецького воєводства.
Населення — 118 осіб (2011).
У 1975-1998 роках село належало до Скерневицького воєводства.

## Демографія
Демографічна структура станом на 31 березня 2011 року:
|          | Загалом | Допрацездатний вік | Працездатний вік | Постпрацездатний вік |
| -------- | ------- | ------------------ | ---------------- | -------------------- |
| Чоловіки | 60      | 16                 | 35               | 9                    |
| Жінки    | 58      | 10                 | 31               | 17                   |
| Разом    | 118     | 26                 | 66               | 26                   |